# Грахово об Бачи
Грахово об Бачи (словен. Grahovo ob Bači, итал. Gracova Serravalle) је насељено место у општини Толмин, Горишка регија, Словенија.

## Историја
До територијалне реорганизације у Словенији било је у саставу старе општине Толмин.

## Становништво
У попису становништва из 2011. године, Грахово об Бачи је имало 138 становника.
| Број становника према пописима | Број становника према пописима | Број становника према пописима |
| ------------------------------ | ------------------------------ | ------------------------------ |
| 1991                           | 2002                           | 2011                           |
| 199                            | 153                            | 138                            |

Напомена: До 1955. исказивано под именом Грахово.

## Галерија
- железничка станица
- тунел
- улаз у насеље